# Ronaldo Martínez
Ronaldo Iván Martínez Flores (Eusebio Ayala, Paraguay; 25 de abril de 1996) es un futbolista paraguayo. Juega de delantero y su equipo actual es el Platense de la Primera División de Argentina.

## Trayectoria
Surgido de las inferiores del Cerro Porteño, Martínez fue promovido al primer equipo en 2015.
En junio de 2021, Martínez fichó en el The Strongest boliviano.
Tras una temporada en Bolivia, Martínez regresó a Paraguay y firmó en el Resistencia. Anotó 13 goles en la temporada 2022.
En enero de 2023, Martínez se unió al Platense de la Primera División de Argentina.

### Etapa en Platense

#### 2023: Llegada y adaptación. Final de la Copa de la Liga
En enero de 2023, el delantero paraguayo Ronaldo Iván Martínez fue presentado como nuevo refuerzo del Platense de la Primera División de Argentina. Llegó procedente del Resistencia de Paraguay y firmó contrato hasta diciembre de 2023, con opción de compra de su pase.  
En sus primeros partidos recibió críticas por su rendimiento, pero con el correr de la temporada se afianzó como titular en el ataque.
En la Copa de la Liga Profesional 2023 tuvo una actuación destacada, siendo clave en la semifinal ante Godoy Cruz, donde marcó el gol del triunfo por 1-0 el 9 de diciembre de 2023.  
El 16 de diciembre de 2023 disputó la final contra Rosario Central en Santiago del Estero, donde Platense cayó 1-0 y se consagró subcampeón.

#### 2024: Consolidación y alternancia con Pellegrino
En la temporada 2024 continuó siendo parte importante del plantel, alternando titularidad con Mateo Pellegrino. Bajo la conducción de Orsi-Gomez, jugó en distintas posiciones del frente de ataque, aportando goles y asistencias que lo mantuvieron como una pieza de recambio valiosa para el equipo.

#### 2025: Consagración histórica
En el Torneo Apertura 2025 vivió su mejor año futbolístico. Fue titular durante gran parte del certamen y aportó goles importantes que llevaron a Platense a la final frente a Huracán. El 1 de junio de 2025, Platense se consagró campeón tras ganar 1-0, logrando el primer título oficial del club en más de 120 años.  
Su actuación en el torneo, sumada a los goles convertidos desde su llegada, lo llevaron a convertirse en el máximo artillero del club desde su retorno a Primera División en 2021.  
Por este logro y su influencia en la obtención del campeonato, es considerado uno de los ídolos maximos de la institución.

## Estadísticas
Actualizado al último partido disputado el 16 de agosto de 2025.
| Club                       | Div.          | Temporada     | Liga  | Liga  | Copas nacionales | Copas nacionales | Copas internacionales | Copas internacionales | Total | Total | Total |
| Club                       | Div.          | Temporada     | Part. | Goles | Part.            | Goles            | Part.                 | Goles                 | Part. | Goles | Prom. |
| -------------------------- | ------------- | ------------- | ----- | ----- | ---------------- | ---------------- | --------------------- | --------------------- | ----- | ----- | ----- |
| Cerro Porteño Paraguay     | 1.ª           | 2015          | 2     | 1     | —                | —                | —                     | —                     | 2     | 1     | 0,5   |
| Cerro Porteño Paraguay     | 1.ª           | 2017          | 2     | 0     | —                | —                | 0                     | 0                     | 2     | 0     | 0     |
| Cerro Porteño Paraguay     | 1.ª           | 2018          | 1     | 0     | —                | —                | —                     | —                     | 1     | 0     | 0     |
| Cerro Porteño Paraguay     | 1.ª           | 2020          | 6     | 2     | —                | —                | —                     | —                     | 6     | 2     | 0,33  |
| Cerro Porteño Paraguay     | 1.ª           | 2021          | 4     | 1     | —                | —                | 0                     | 0                     | 4     | 1     | 0,25  |
| Cerro Porteño Paraguay     | Total club    | Total club    | 15    | 4     | 0                | 0                | 0                     | 0                     | 15    | 4     | 0,21  |
| Deportivo Capiatá Paraguay | 1.ª           | 2018          | 7     | 3     | —                | —                | —                     | —                     | 7     | 3     | 0,42  |
| Deportivo Capiatá Paraguay | Total club    | Total club    | 7     | 3     | 0                | 0                | 0                     | 0                     | 7     | 3     | 0,42  |
| Central Norte Argentina    | 4.ª           | 2019          | 12    | 8     | —                | —                | —                     | —                     | 12    | 8     | 0,66  |
| Central Norte Argentina    | 3.ª           | 2019-20       | 12    | 5     | —                | —                | —                     | —                     | 12    | 5     | 0,41  |
| Central Norte Argentina    | Total club    | Total club    | 24    | 13    | 0                | 0                | 0                     | 0                     | 24    | 13    | 0,54  |
| The Strongest · Bolivia    | 1.ª           | 2021          | 16    | 3     | —                | —                | —                     | —                     | 16    | 3     | 0,18  |
| The Strongest · Bolivia    | Total club    | Total club    | 16    | 3     | 0                | 0                | 0                     | 0                     | 16    | 3     | 0,18  |
| Resistencia SC Paraguay    | 1.ª           | 2022          | 40    | 13    | —                | —                | —                     | —                     | 40    | 13    | 0,32  |
| Resistencia SC Paraguay    | Total club    | Total club    | 40    | 13    | 0                | 0                | 0                     | 0                     | 40    | 13    | 0,32  |
| Platense Argentina         | 1.ª           | 2023          | 23    | 3     | 17               | 5                | —                     | —                     | 40    | 8     | 0,2   |
| Platense Argentina         | 1.ª           | 2024          | 25    | 3     | 16               | 1                | —                     | —                     | 41    | 4     | 0,09  |
| Platense Argentina         | 1.ª           | 2025          | 22    | 6     | 1                | 0                | —                     | —                     | 27    | 6     | 0,14  |
| Platense Argentina         | Total club    | Total club    | 70    | 12    | 34               | 6                | 0                     | 0                     | 108   | 18    | 0,14  |
| Total carrera              | Total carrera | Total carrera | 172   | 48    | 34               | 6                | 0                     | 0                     | 210   | 54    | 0,25  |

## Palmarés

### Títulos nacionales
| Título                          | Club           | País      | Año    |
| ------------------------------- | -------------- | --------- | ------ |
| División de Honor               | Cerro Porteño  | Paraguay  | A-2015 |
| División de Honor               | Cerro Porteño  | Paraguay  | C-2017 |
| Torneo Regional Federal Amateur | Central Norte  | Argentina | 2019   |
| División de Honor               | Cerro Porteño  | Paraguay  | A-2020 |
| Primera División                | C. A. Platense | Argentina | A-2025 |

## Vida personal
Sus nombres Ronaldo e Iván son en honor a los futbolistas Ronaldo Nazario e Iván Zamorano.